# Ted Tally
Ted Tally (Winston-Salem, 9 de abril de 1952) é um dramaturgo e roteirista estadunidense. Ele adaptou o romance de Thomas Harris, O Silêncio dos Inocentes, para o cinema, pelo qual recebeu o Oscar de Melhor Roteiro Adaptado.

## Filmografia

### Roteirista
- The Father Clements Story (1987)
- Loucos de Paixão (1990)
- O Silêncio dos Inocentes (1991)
- The Juror (1996)
- Antes e Depois (1996)
- Espírito Selvagem (2000)
- Dragão Vermelho (2002)
- 12 Strong (2018)

### Outros
- Mission to Mars (2000)
- Shrek 2 (2004)
- Madagascar (2005)